# ヤニス・クセナキス
ヤニス・クセナキス（ギリシャ語： Ιάννης Ξενάκης [ˈʝanis kseˈnacis]、ラテン文字：Iannis Xenakis、カナ表記によってはイアニス・クセナキス、英語圏の発音ではゼナキス、後半生を過ごしたフランス語圏の発音に従えばグゼナキスとも、 1922年5月29日 - 2001年2月4日）は、ルーマニア生まれのギリシャ系フランス人の現代音楽作曲家。建築家。

## 略歴
アテネ工科大学で建築と数学を学び、第2次世界大戦中にギリシャ国内で反ナチス・ドイツのレジスタンス運動に加わる。枢軸軍のギリシャ退去後に進駐して来た英軍と戦った際に、銃弾を受け顔の左側に傷を負い左目を失う。大戦後は独裁的新政府に抵抗する運動に加わるが、1947年にレジスタンス活動家に捕縛の危機が迫ったためにギリシャを脱出。アメリカへ亡命しようと立ち寄ったパリに定住した。欠席裁判で死刑が宣告される（1951年に禁固10年に減刑。1974年のパパドプロス独裁政権崩壊によって、やっと刑が赦免されることになる）。以後その生涯の大半をフランス国内で過ごす。眼だけではなく、耳も機銃掃射の音で傷ついた。

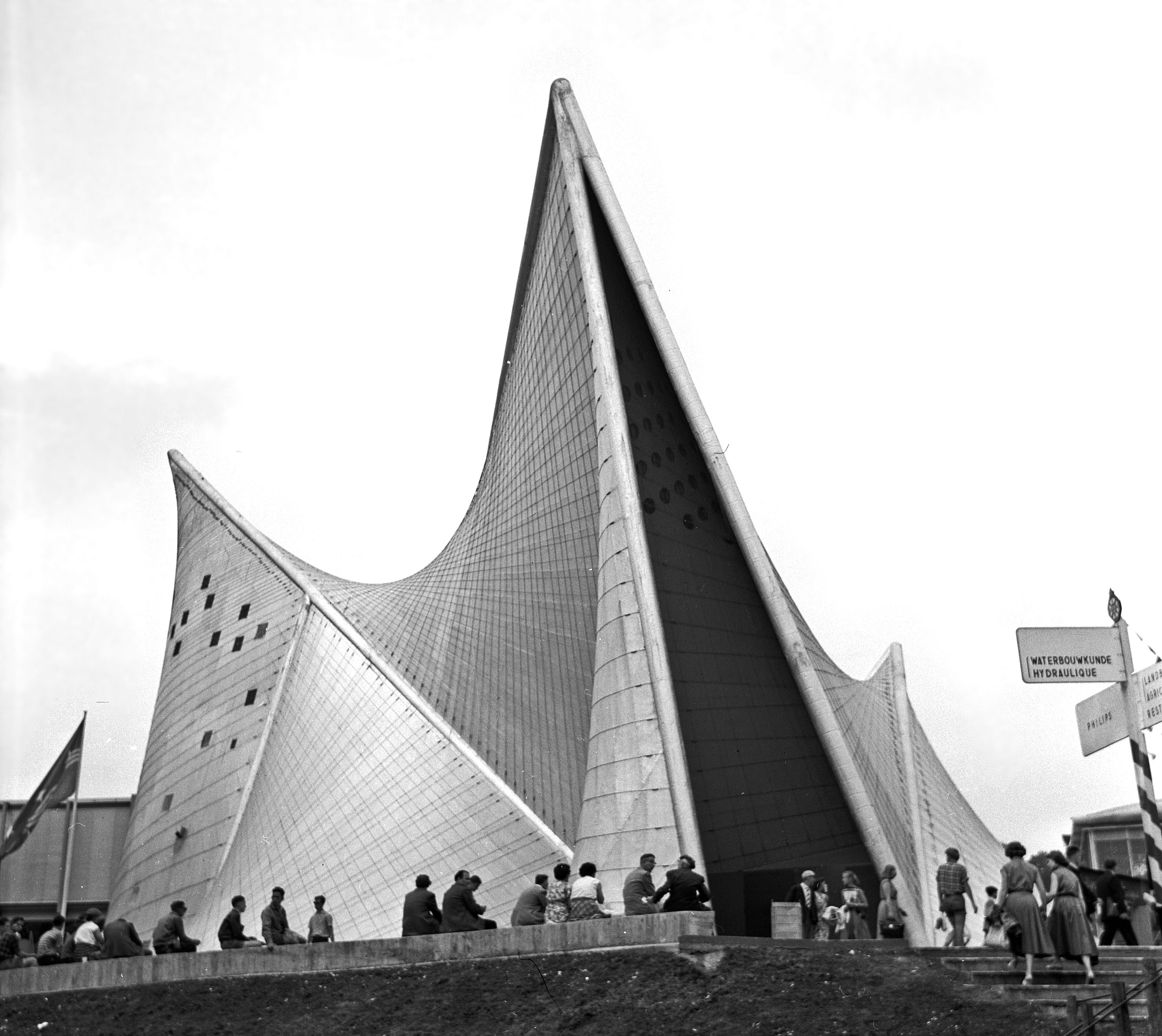
クセナキス設計のブリュッセル万博フィリップス館

1948年より建築家ル・コルビュジエの弟子として学び、ブリュッセル万国博覧会（1958年）でフィリップス館の建設に携わる。このフィリップス館ではエドガー・ヴァレーズの大作電子音楽『ポエム・エレクトロニーク』が演奏され、後に自作の電子音楽を大規模施設で上演する際の参考となった。
建築家としては、その後、インド・チャンディーガルのプロジェクトやラ・トゥーレット修道院などの設計でル・コルビュジエを助け、独自の才能・アイデアを発揮する。モデュロール（黄金比を参考にしたル・コルビュジエ独自の比例配分）理論の発案、窓枠や格子のプロポーショナルな配置などについて、彼の数学的考案に基くところが大きい。ル・コルビュジエの弟子として働く傍ら、パリ音楽院にて作曲方法を学び、作曲に数学の理論を応用した方法を発案して行く。1984年にはパリ・ラ・ヴィレット公園に建設予定のシテ・ド・ラ・ミュジークの建築設計競技に同門のジャン＝ルイ・ヴェレと参加している。
晩年は1997年に京都賞思想・芸術部門を受賞し来日もしたが、既に執筆原稿は高橋悠治の校正なくしては読めるものではなく、健在であることをアピールしたものの手の震えは止まらず、徐々にアルツハイマー型認知症に冒され作曲が困難となった。1997年に書いた作品に『オメガ』（ギリシャ語の最後の文字）と題名をつけ作曲行為に自ら終止符を打ち、2001年にその生涯を終えた。
全作品がサラベール社から出版されたが、彼への委嘱はほとんどが日本を含めた海外の財団及び個人からである。ギリシャ政府は罪人として扱った彼に後日正式に謝罪し、凱旋帰国も実現したが、生涯のほとんどをフランスで過ごした。唯一の公称の弟子にパスカル・デュサパンがいる。生涯を通じて多作であり、2001年に他界するまでに170曲以上を作曲するなど、現代作曲家としては異例の委嘱や演奏に恵まれたが、その過激なスタイルゆえ敵も多かった。
一柳慧は「ジョン・ケージの影響を受けなかった作曲家などいないはずだ、しかし1人だけ例外がいて、それはヤニス・クセナキスであった」と述べた。
妻のフランソワーズ・クセナキスは作家。最近作のRegarde, nos chemins se sont fermés（見よ、我らの道々は閉じられている）は、夫ヤニスの晩年の闘病記を元にした私小説である。

## 作風

### 前期
何とかレッスン代を確保し、アルチュール・オネゲルに師事するが、批判と文句ばかりで辟易して一回でやめる。このころの作品は自主撤回するなどした。「こんなの音楽じゃないよ」と言われたそうである。落胆した彼はその時期の作品を多く破棄したが、現在は破棄を免れた数作のみ現存する。ピアノのための『六つのシャンソン』はその時期の作品である。
その後パリ音楽院でオリヴィエ・メシアンらに師事する。このときメシアンに「君は数学を知っている。なぜそれを作曲に応用しないのか。伝統的な修練は、あってもなくても同じではないか」と言われ、その慧眼に強い霊感を受けた。そして数学で生み出されるグラフ図形を元に、縦軸を音高、横軸を時間と見做し音響の変化を綴る形で作曲したオーケストラ曲『メタスタシス』を1954年に作曲、ドナウエッシンゲン音楽祭で鮮烈なデビューを飾る。『メタスタシス』は3部よりなる管弦楽曲『アナステナリア』(1952-54)の第3曲目であるが、あまりに作風が他とかけ離れて先鋭的であるため、これを独自に作品1とした。メシアンがオープンな感性の持ち主であることも手伝い、直ちにオーケストラ作品の委嘱が舞い込むが、これらの委嘱作も死の直前のヘルマン・シェルヘンが激賞。この激賞の経緯は、写真にも収められ閲覧できる。
その後も数学の論理を用い、コンピュータを使った確率論的手法（『ピソプラクタ』より採用）で多くの斬新な作品を生み出した。高橋悠治の協力を得て、室内楽や独奏でも『エオンタ』や『ヘルマ』など初期から優れた作品を発表したが、特に管弦楽曲や電子音楽など多くの音群を自在に扱うことのできる分野でもっとも手腕を発揮した。中期の2つの傑作、会場内に奏者がランダムに配置される管弦楽曲『ノモス・ガムマ』と、照明演出を伴う電子音楽『ポリトープ』（クリュニー、モントリオールなどいくつかの版がある）で、彼の作風は一つのピークを迎える。日本万国博覧会では、『ヒビキ・ハナ・マ』（響き、花、間）（1969年）という日本語の題を持つ多チャンネル360度の再生装置を伴う電子音楽を発表した。

### 中期
その後、『メタスタシス』以前の習作に見られるギリシャの民謡に基づくアイデアを混合させた作品を手がけるようにもなる。この分野の代表作では音楽劇『オレステイア』（1965年）、『アカンソス』、『夜』等がある。1970年代の作品では方眼紙を用いた直感的なグラフ作法と天性のバルカン半島的な韻律に基づいた作品が多い。1977年には、電子音楽の作曲用コンピュータとして、ペンとタブレットで描いた線形が音響として反映されるUPICの開発を完了した。
このころはブーレーズと敵対したためフランスから委嘱が全くもらえなかったにもかかわらず、世界中からの支援者から常に委嘱が舞い込み、それに全力で答えていたため常に最新作は問題の嵐であった。ピアノのための『エヴリアリ』はメシアンとロリオの激賞を受け、弟子にはこれをマスターするように薦めたといわれている。ロストロポーヴィチ国際チェロコンクールのために書かれた『コットス』は課題曲という枠を超え、世界中のチェリストによって今もなお弾き継がれている。この時期ドイツ、ボン市のベートーヴェン賞を『ピアノとオーケストラのためのエリフトン』で受賞。
『エルの伝説』などの電子音楽は全面的にグラフで作曲しており、これは同郷のアネスティス・ロゴテーティスの影響が大きいが、器楽曲や声楽曲は定量記譜で常に作曲していた。例外に打楽器ソロのための『サッファ』があるが、これは大きな問題になり、世界中の打楽器奏者はこれをすべて五線紙に直して演奏したため、クセナキスも後年にはすべて五線紙に戻っている。

### 後期
ブラウン運動からヒントを得た「非合理時価を互い違いにかける」アイデアは、メシアンが実現させたアイデアだったが、メシアンが単なる付随効果として使用したのとは対照的に、クセナキスはオーケストラの全声部に適用させて数十段でやるという技法を手にし、これらのアイデアで1980年代の作品は、音楽的密度も潤うことになった。音色が単一である場合は複雑性が知覚の限界を超えてしまうために解りづらいが、オーケストラ作品では複数の楽器に明け渡されるために、可聴域の限界を超えた音色が展開される。このため録音が非常に困難であり、オーケストラ作品の音源定期リリースは、没後にハイレゾの音響設備を備えたスタジオが整備されるまで長らく行えなかった。挑戦性も顕著で、四声部で書かれた『ミスツ』をピアニストのロジャー・ウッドワードにクリアされたことが分かると、ピアノ協奏曲『ケクロプス』では六声部を要求し、彼の手でもクリア出来るか分からない、手に余る結果となった。
中期以降は聴覚的に平易な瞬間が増えるにもかかわらず、演奏が容易ではないために、批判者を生み出すことになったが、出来る限りクセナキスの意思に忠実なコンピュータリアライズで、正確に全ての音符を打ち込んだCDもリリースされている。
最晩年までグラフを用いた硬派の作曲法は手放さなかったが、ランダム出現がなされる音の時間については16分音符のグリッドをあらかじめ書いておいてから、そのなかに音符を目分量で入れる、といった技法も多くの作品で使われている。

### 晩年
活動末期にはアルツハイマー病に罹患し、徐々に脳を蝕まれると共に作曲能力も衰えて行った。しかし、本人は作曲を継続した。アルツハイマー病に苦しんでいた彼は「どこから作曲したか完全に忘れる」ことが多くなったため、前作の素材を切り取り次の作品に生かす「再作曲」を1990年代に入ってから行っていた。『キアニア』では、『ホロス』や『アケア』等の自作が再利用されている。1990年代に入ってからはリズムの単純化がいっそう顕著になり、また作品の時間が徐々に短くなり始めた。ドナウエッシンゲン音楽祭の新作には大きな賛辞が飛んだが、舞台上には現れず客席で会釈したのみであった。晩年の管弦楽曲では、自身の持ち味であった数学的な規則性の応用どころか、過去の自作曲すら全く再利用しておらず、トーン・クラスターによる音高の羅列しか使用しなくなっていた。1997年には遂に作曲能力の低下が限界に達し、「オメガ」と名付けた作品を発表して自身の音楽活動に終止符を打った。1999年に「音楽に全く未知の領域を切り開いた、類い稀なる業績」を祝してポーラ音楽賞を受賞したが、2年後の2001年の2月1日から昏睡状態に移行し、その3日後に死去した。

## 主要作品

### 管弦楽
- メタスタシス
- ピソプラクタ
- ノモス・ガムマ
- テレテクトール
- シナファイ（ピアノとオーケストラのための）
- エリフトン（ピアノとオーケストラのための）
- ジョンシェ
- フレグラ
- ジャロン
- タレイン

### 室内楽
- ST/4（弦楽四重奏）
- エオンタ（ピアノ、2トランペット、3トロンボーン）
- ペルセファッサ（6人の打楽器奏者）
- プレイアデス（6人の打楽器奏者）
- テトラス（弦楽四重奏）
- ヴィンドゥンゲン（12人のチェロ奏者）

### 独奏曲
- ヘルマ（ピアノ）
- ノモス・アルファ（チェロ）
- エヴリアリ（ピアノ）
- ミッカ（ヴァイオリン）
- グメーオール（オルガン）
- プサッファ（打楽器）
- ルボン（打楽器）
- A.r（ピアノ）
- ケレン（トロンボーン）

### 声楽曲
- ポラ・タ・ディナ（児童合唱、管楽器、打楽器）
- オレステイア（混声合唱、児童合唱、12奏者）
- 夜（12人の混声合唱）
- サンドレ（混声合唱、管弦楽）
- アカントス（ソプラノ、器楽アンサンブル）
- モーリスのために（バリトン、ピアノ）

### テープ音楽
- 東洋―西洋
- 響き―花―間
- ペルセポリス
- エルの伝説

### 電子音楽作品
- ミケーネ・アルファ
- クリュニーのポリトープ

## 著書
翻訳された書籍を含まない。

### 本人によるもの
- musiques formelles = Revue Musicale n°253-254, 1963, 232 p. Réédition : Paris, Stock, 1981, 261 p. 『フォーマライズド・ミュージック』[9]
- musique architecture, Tournai, Casterman, 1971, 176 p. Nouvelle édition, augmentée : Tournai, Casterman, 1976, 238 p. 『音楽建築』[10]
- arts/sciences alliages, Tournai, Casterman, 1979, 152 p. 『芸術/科学 合金』[11]

### 本人の文章を他者が編集したもの
- Kéleütha, textes réunis par Alain Galliari, préface et notes de Benoît Gibson, Paris, L'Arche, 1994, 143 p.『Kéleütha』[12]
- Musique et originalité, Paris, Séguier, 1996, 58 p.『音楽と独創』[13]

### 対談集
- Varga, Bálint András. - Conversations with Iannis Xenakis, London, Faber and Faber, 1996, 255p.『クセナキスとの会話』